# Mânzălești, Buzău
Mânzălești (în trecut, și Ichimești) este satul de reședință al comunei cu același nume din județul Buzău, Muntenia, România.
Denumirea comunei provine de la numele familiei Mânzală, care a locuit acest sat din vechime.